# Сібусісо Зума
Сібусісо Зума (англ. Sibusiso Zuma, нар. 23 червня 1975, Дурбан, ПАР) — колишній південноафриканський футболіст, що грав на позиції нападника.
Виступав, зокрема, за клуб «Копенгаген», а також національну збірну ПАР.

## Клубна кар'єра
У дорослому футболі дебютував 1995 року виступами за команду клубу «Афрікан Вондерерз», в якій провів три сезони, взявши участь у 71 матчі чемпіонату.
Протягом 1998—2000 років захищав кольори команди клубу «Орландо Пайретс».
Своєю грою за останню команду привернув увагу представників тренерського штабу клубу «Копенгаген», до складу якого приєднався 2000 року. Відіграв за команду з Копенгагена наступні п'ять сезонів своєї ігрової кар'єри. Більшість часу, проведеного у складі «Копенгагена», був основним гравцем атакувальної ланки команди.
Згодом з 2005 по 2011 рік грав у складі команд клубів «Армінія» (Білефельд), «Мамелоді Сандаунз», «Нордшелланд» та «Васко да Гама» (Кейптаун).
Завершив професійну ігрову кар'єру у клубі «Суперспорт Юнайтед», за команду якого виступав протягом 2011—2014 років.

## Виступи за збірну
1998 року дебютував в офіційних матчах у складі національної збірної ПАР. Протягом кар'єри у національній команді, яка тривала 11 років, провів у формі головної команди країни 67 матчів, забивши 13 голів.
У складі збірної був учасником Кубка африканських націй 2002 року в Малі, чемпіонату світу 2002 року в Японії та Південній Кореї, Кубка африканських націй 2004 року в Тунісі, Кубка африканських націй 2006 року в Єгипті, Кубка африканських націй 2008 року в Гані.

## Титули і досягнення
- Чемпіон Данії (3):

«Копенгаген»: 2000-01, 2002-03, 2003-04
- Володар Кубка Данії (1):

«Копенгаген»: 2003-04
- Володар Суперкубка Данії (1):

«Копенгаген»: 2001